# Баранівка (Миргородський район)
Барані́вка — село в Україні, у Шишацькій селищній громаді Миргородського району Полтавської області. За переписом 2001 року населення становить 616 осіб. До 2015 орган місцевого самоврядування — Баранівська сільська рада, до якої не входили інші населені пункти.

## Географія
Село Баранівка розташоване на лівому березі річки Псел, вгору на відстані 2,5 км розташоване село Покровське, вниз на відстані 2 км розташоване село Великий Перевіз. Річка у цьому місці колінувата, утворює лимани, старики й зболотнілі озера. Поруч проходять автомобільні дороги Т 1720 та Т 1710. Відстань до центру громади становить близько 11 км і проходить автошляхом Т 1720.

## Походження назви
Перша згадка про село відноситься до першої половини XVII століття. У липні 1661 р. маєтки на р. Псел: містечко Баранівка з селом Перевіз (нині — Баранівка та Великий Перевіз Шишацького району Полтавської обл.), а також село Портанка були надані шляхетному пану Івану Рудницькому. Близько того часу привілей на хутір на Пслі був наданий Семену Голуховському, козацькому старшині, керівнику козацького посольства до короля Польщі.
На території України налічується 10 населених пунктів з назвою Баранівка.

## Історія
Наприкінці XVIII — початку XIX ст. у Миргороді поміщик Іван Никифорович Чарниш (народився 1740 р.), сучасник Панаса Гоголя-Яновського, мав 60 душ. Його маєтки були не тільки у Миргороді, а й у багатьох інших селах й містечках: це Яреськи, Сорочинці, села Баранівка, Чарнишівка Голтвянського повіту.
Перші поселенці були вихідцями з Москви та Литви. За часів Богдана Хмельницького Баранівка входила у Сорочинську сотню Миргородського полку й за ревізією 1730 р. налічувала 112 дворів.
За даними на 1859 рік у власницькому селі Миргородського повіту Полтавської губернії, мешкало 1700 осіб (804 чоловічої статі та 896 — жіночої), налічувалось 230 дворових господарства, існувала православна церква, відбувався щорічний ярмарок.
Відомий історик Бодянський зазначав, що у 1863 р. у Баранівці нараховувалося 250 дворів, у яких мешкало 886 чоловіків й 995 жінок.
У 1883 селу належало 5437 десятин рілля, 93 десятин вигону, 31 десятин лісу, 198 сінокосів[джерело?].
Станом на 1885 рік у колишньому державному та власницькому селі, центрі Баранівської волості, мешкало 1350 осіб, налічувалось 200 дворових господарств, існували православна церква, школа, постоялий двір, 4 постоялих будинків, 3 лавки, кузня, 2 водяних і 15 вітряних млинів, сукновальня, базари дві на тиждень, відбувались 3 ярмарки на рік.
За переписом 1897 року кількість мешканців зросла до 1669 осіб (869 чоловічої статі та 800 — жіночої), з яких 1661 — православної віри.
У 1900 році із 252 господарств 198 козацьких, 36 селянських, 13 привілейованих.
Над самим берегом річки в густих насадженнях ховався великий поміщицький будинок із широкою верандою. Він мав позолочені меблі, дзеркала, кришталеві люстри. За будинком розташовувались контора, каретна, а трохи далі — корівник, свинарник, кухня. У дубовому лісі — лісопильний завод.
У 1904 році земство збудувало школу.
У грудні 1905 р. мешканці села брали участь в антипоміщицькому виступі.
У 1913 р. для поміщика Іванова був збудований на річці Псел триповерховий водяний турбінний вальцьований млин, який виробляв борошно на експорт. Другий двоповерховий млин молов просте борошно, вальцьову питльоване борошно для місцевого заможного населення. Поруч із млинами стояли величезна сукновальня, круподерня, складські приміщення для зберігання зерна, борошна. Поміщик Іванов побудував для своєї другої дружини двоповерховий у східному стилі будинок.
Посеред села височіла церква, поблизу неї, у великому будинку під бляхою розташовувалися волосний суд, урядник із стражниками, сільський староста із писарем, волосний старшина із писарем. У кімнаті з «ґратами» на вікнах., яка називалася «чорною», урядник садовив непокірних селян.
Напроти волості крамар Водяник побудував магазин.
Тричі на рік проводився ярмарок. На острові, утвореному двома рукавами Псела, під віковими осокорами та вербами збирався велелюдний ярмарок. Таборами стояли цигани. На ярмарок приїжджали управителі поміщицьких економій, заможні люди — набирати робочу силу для роботи на літо. Тут збиралися люди у бригади, щоб разом йти на заробітки до Таврії, на Дон. Так у пошуках кращої долі 46 родин покинуло Баранівку.
1917 року до села приїздив і виступав В. Короленко, що відпочивав та працював у сісідніх Хатках.
Під час Визвольних змагань у Баранівці та інших навколишніх селах діяв партизанський загін, командиром якого був Д. М. Ярош.
Під час Голодомору 1932—1933 років померло щонайменше 23 жителі села.
У роки Другої світової війни село було двічі спалено німецькими окупантами в знак помсти за антинімецькі акції загону радянських партизан, що діяв неподалік цього села.
12 червня 2020 року, відповідно до розпорядження Кабінету Міністрів України № 721-р «Про визначення адміністративних центрів та затвердження територій територіальних громад Полтавської області», село увійшло до складу Шишацької селищної громади.
19 липня 2020 року, в результаті адміністративно - територіальної реформи та ліквідації Шишацького району, село увійшло до складу новоутвореного Миргородського району Полтавської області.

## Населення

### Мова
Розподіл населення за рідною мовою за даними перепису 2001 року:
| Мова       | Відсоток |
| ---------- | -------- |
| українська | 96,43%   |
| російська  | 2,92%    |

## Перекази
Здавна славилося село високою свідомістю його мешканців. Неподалік Баранівки є озеро, яке має назву Татарка. За переказами дівчина з цього села завела монгольський загін під час татарської навали у трясовину озера. Вороги загинули, а озеро століттями зберігає цю таємницю.

## Господарство
- Молочно-товарна ферма
- ПСП «Нива»

## Соціальна сфера
- Школа І-ІІ ст.
- Сільський клуб
- Футбольний клуб «Нива-Баранівка»
- Стадіон
- Дитячий сад
- Дім культури
- Лікарня
- Спортивний майданчик

## Історичні пам'ятки
- Братська могила радянських вояків

## Люди
В селі народилися:
- Ніколаєв Микола Борисович (1925—2012) — художник декоративно-ужиткового мистецтва.
- Фесенко Іван Федорович (1846—1882) — перший пропагандист марксизму в Україні.

## Релігія
- Спасо-Преображенська церква у с. Великі Сорочинці (УПЦ МП)